# Traviata
 Traviata  (titlul original: în italiană La traviata) este o operă în trei acte compusă de Giuseppe Verdi, pe libretul în limba italiană al lui Francesco Maria Piave. La baza operei stă romanul lui Alexandre Dumas fiul, Dama cu camelii.
Premiera operei a avut loc la Teatro La Fenice din Veneția, în data de 6 martie 1853. Prima reprezentație a fost un eșec, datorat în primul rând mediocrității interpretării. Abia la reprezentația din 6 mai 1854 pe mica scenă a teatrului San Benedetto, tot de la Veneția, opera a avut un real succes.
La Timișoara, La Traviata a avut premiera în 9 februarie 1855. Premiera la Teatrul Moldovenesc de Stat de Operă și Balet „A.S.Pușkin” din Chișinău a avut loc la 12 octombrie 1962.
Durata operei: cca 2 ½ ore.

## Generalități

### Povestea Traviatei
Traviata a fost inspirată de Rose Alphonsine Plessis (1824 - 1846) (născută în satul Nonant, nu departe de orașul Bayeux din Franța), care a fugit de acasă la vârsta de 13 ani. Ajunsă la Paris fără bani, a început să practice prostituția. La 18 ani devenise deja cunoscută ca una din cele mai scumpe curtezane (care în limba italiană se numește „traviata”). Spre a scăpa de urmărirea familiei, și-a schimbat numele de fată în Marie-Duplessis. În această perioadă, l-a cunoscut pe scriitorul Alexandre Dumas-fiul (1824 - 1895), care s-a îndrăgostit de ea și cu care a întreținut strânse legături amoroase. Legătura lor a continuat chiar și după căsătoria ei, până la prematura ei moarte, în urma unei tuberculoze, la data de 3 februarie 1846, la vârsta de numai 22 ani. Sicriul ei, acoperit cu o mulțime de camelii, floarea ei preferată, a fost depus în cimitirul Montmartre. În anul 1848, Alexandre Dumas fiul a publicat romanul „Dama cu camelii”, roman puternic autobiografic, care a servit apoi ca sursă de inspirație pentru libretul operei lui Giuseppe Verdi, La Traviata, cu singura diferență că în operă, personajul feminin apare sub numele de „Violetta Valery”.

## Personajele principale
- Violetta Valery (soprană)
- Flora Bervoix, prietena Violettei (mezzo-soprană)
- Alfredo Germont, iubitul Violettei (tenor)
- Giorgio Germont, tatăl lui Alfredo Germont (bariton)
- Gastone, viconte, cunoscut al Violettei și al lui Alfredo (tenor)
- Baronul Douphol, admiratorul și protectorul Violettei, rivalul lui Alfredo (bariton)
- Marchizul d’Obigny, cunoscut al Violettei (bas)
- Doctorul Grenvil, medicul Violettei (bas)
- Annina, camerista și confidenta Violettei (soprană)
- Giuseppe, cameristul Violettei (tenor)
- societate de oameni la Violetta și Flora, servitori [4][5]

## Subiectul

### Actul I
Petrecere în saloanele Violettei Valery, din Paris.
Un grup însuflețit de aristocrați veseli și domnisoare îndatoritoare s-a întâlnit pentru încă o noapte de petrecere și plăceri, unde "L'amistà s'intreccia al diletto"("Prietenia merge mână-n mână cu plăcerea"). Novice și un pic dezorientat în acest vârtej de cuvinte și muzică, Alfredo Germont se lasă prezentat de prietenul său Gastone cu intenția de a o cunoaște personal pe stăpâna casei, obiectul unei pasiuni secrete. Violetta este obosită de atâta atenție, așa încât, pentru a dramatiza puțin scena, propune un toast colectiv ("Libiamo ne' lieti calici"/"Să bem din vesele cupe"). Petrecerea continuă: în salonul alăturat începe muzica de vals; invitații pleacă să danseze, dar un acces de tuse împiedică ieșirea Violettei, care rămâne pe loc, sprijinită de Alfredo. Ecoul muzicii de vals ajunge până în centrul scenei, servind drept fundal al conversației celor doi: declarațiile de dragoste ale bărbatului ("Un dì, felice, eterea,/mi balenaste innante"/"Într-o zi, fericită, ușoară ca un fulg,/mi-ai apărut dinaintea ochilor") se amestecă cu refuzul șǎgalnic al femeii care nu îi poate promite decât o prietenie ("Ah, se ciò è ver, fuggitemi.../căci nu-ți pot da decât prietenie"). Prinși din nou în tumultul petrecerii pe cale să se termine, cei doi își dau întâlnire pentru a doua zi. Mijesc zorile, iar Violetta, rămasă singură, meditează tulburată la efectul produs asupra ei de vorbele tânărului Alfredo: să fi sosit ziua primei ei iubiri adevărate, momentul "de a fi iubită iubind?" (cântabile "Ah, fors'i lui che l'anima"/"Poate că el va fi acela"). În mod sigur nu (tempo di mezzo "Follie...follie...delirio vano è questo"/"Ce nebunie! În van e-al meu delir!"). Dar destinul Violettei este cu totul altul: să-și continue viața veselă și independența socială de până atunci (cabaletta "Sempre libera degg'io/folleggiare di gioia in gioia"/"Mereu liberă, ca un fluture în zbor/de la o plăcere la alta").

### Actul II

#### Tabloul 1
Alfredo și Violetta trăiesc fericiți, retrași la țară, în apropiere de Paris. Aflând de la camerista Annina că Violetta și-a vândut bijuteriile pentru acoperirea cheltuielilor necesare întreținerii conacului, Alfredo pleacă în grabă la Paris, să procure bani. În absența sa, apare Giorgio Germont, care îi cere Violettei să-l părăsească pe Alfredo, deoarece logodnicul fiicei sale nu este de acord cu această "legătură imorală". După o grea luptă sufletească, Violetta hotărăște să renunțe la iubirea sa și pleacă la Paris, lăsând o scrisoare prin care comunică hotărârea de a se întoarce la viața de petreceri. Revenind, Alfredo nu se lasă convins de rugămințile tatălui său de a se întoarce acasă, în sânul familiei. Găsind pe masă o invitație de la Flora, pleacă în fugă spre Paris, unde știe că o va găsi pe Violetta.

#### Tabloul 2
Bal în casa Florei Bervoix. Printre alți invitați, la masa de joc se află și Alfredo. Intră Violetta la braț cu baronul Douphol. Între baron și Alfredo izbucnește o ceartă, ce tinde spre duel. Violetta îl imploră să nu-și riște viața. Alfredo este de acord, cu condiția ca Violetta să se întoarcă la el. Ținându-și promisiunea făcută lui Giorgio Germont, Violetta îi mărturisește lui Alfredo că îl iubește pe Douphol. Într-un acces de furie, Alfredo o jignește și este provocat la duel de către baron.

### Actul III
Părăsită de toți prietenii, ajunsă în pragul mizeriei, Violetta zace pe patul de suferință. Doar Annina și Doctorul Grenvil, rămași credincioși, caută să-i dea curaj. Pe neașteptate apare Alfredo, care a aflat între timp adevărata cauză a despărțirii lor și s-a convins de nevinovăția Violettei. Din nou, cei doi tineri țes planuri pentru o viață fericită. Sosește și Giorgio Germont care, prețuind noblețea sufletească a Violettei, este acum de acord cu căsătoria lor. Dar, prea târziu... Boala necruțătoare nu iartă și Violetta se stinge în brațele lui Alfredo, pe care l-a iubit atât de mult...